# アルツァーノ・ロンバルド
アルツァーノ・ロンバルド（伊: Alzano Lombardo  ( 音声ファイル)）は、イタリア共和国ロンバルディア州ベルガモ県にある、人口約1万4000人の基礎自治体（コムーネ）。

## 地理

### 位置・広がり
ベルガモ県中部、ヴァル・セリアーナのコムーネ。県都ベルガモから北東へ5km、州都ミラノから北東へ51kmの距離にある。

#### 隣接コムーネ
隣接するコムーネは以下の通り。
- ネンブロ
- ポンテラーニカ
- ラーニカ
- ヴィッラ・ディ・セーリオ
- ゾーニョ

### 地震分類
イタリアの地震リスク階級 (it) では、3 に分類される
。

## 行政

### 山岳部共同体
広域行政組織である山岳部共同体「ヴァッレ・セリアーナ山岳部共同体」  (it:Comunità montana della Valle Seriana)  （事務所所在地：クルゾーネ）を構成するコムーネである。

### 分離集落
アルツァーノ・ロンバルドには、以下の分離集落（フラツィオーネ）がある。
- Alzano Sopra, Burro, Busa, Brumano, Monte di Nese, Nese, Olera